# Patrick Charaudeau
Patrick Charaudeau é um linguísta francês, especialista em Análise do Discurso.
É fundador da Teoria Semiolinguística de Análise do Discurso.
Professor da Universidade Paris-Nord (Paris XIII), pesquisa interações entre indivíduos, seu contexto social e práticas midiáticas e políticas.
É autor, em colaboração com Dominique Maingueneau, do Dicionário de Análise de Discurso .

## Obras
Livros publicados em língua portuguesa:
- Discurso das Mídias. São Paulo: Contexto, 2006[6].
- Linguagem e discurso: modos de organização. São Paulo: Contexto, 2008[7].
- Discurso Político. São Paulo: Contexto, 2008[8].
- Dicionário de Análise do Discurso. São Paulo: Contexto, 2004[9] (com Dominique Maingueneau).
- A palavra confiscada. Um género televisivo: o talk show. Dunod-Portugal, Lisboa, 2000[10] (com Rudolph Ghiglione).
- A conquista da opinião pública: como o discurso manipula as escolhas políticas, São Paulo: Contexto, 2016